# Бронсон (Канзас)
Бронсон (енгл. Bronson) град је у америчкој савезној држави Канзас.

## Демографија
По попису из 2010. године број становника је 323, што је 23 (-6,6%) становника мање него 2000. године.
| Група             | 2000.       | 2010.       |
| Белци             | 325 (93,9%) | 285 (88,2%) |
| Афроамериканци    | 8 (2,3%)    | 11 (3,4%)   |
| Азијати           | 1 (0,3%)    | 0 (0,0%)    |
| Хиспаноамериканци | 2 (0,6%)    | 20 (6,2%)   |
| Укупно            | 346         | 323         |